# Lambaré
Lambaré este un oraș din departamentul Central, Paraguay.